# Iann Dior
Michael Ian Olmo, känd under sitt artistnamn Iann Dior (styliserat iann dior), född 25 mars 1999 i Arecibo, är en puertoricansk rappare och låtskrivare. Han växte fram efter sina singlar "Emotions" och "Gone Girl". Han var med i 24kGoldns singel "Mood" som toppade Billboard Hot 100 som blev hans första och högsta låt på topplistan.

## Uppväxt
Michael Ian Olmo föddes den 25 mars 1999 i Arecibo i Puerto Rico. Hans familj flyttade till Corpus Christi, Texas där han växte upp. Spanska var hans modersmål men han kunde lätt anpassa sig och prata med en amerikansk dialekt.

## Diskografi

### Singlar
| År                                                | Titel                                                                  | Position på topplistan P | Position på topplistan P | Position på topplistan P | Position på topplistan P | Position på topplistan P | Position på topplistan P | Position på topplistan P | Position på topplistan P | Certifikat                                                   | Album                        |
| År                                                | Titel                                                                  | SWE                      | USA                      | FRA                      | KAN                      | NED                      | NZ                       | UK                       | US Rock                  | Certifikat                                                   | Album                        |
| ------------------------------------------------- | ---------------------------------------------------------------------- | ------------------------ | ------------------------ | ------------------------ | ------------------------ | ------------------------ | ------------------------ | ------------------------ | ------------------------ | ------------------------------------------------------------ | ---------------------------- |
| 2019                                              | "Just Friends" (MDN Parri featuring Iann Dior)                         | —                        | —                        | —                        | —                        | —                        | —                        | —                        | —                        |                                                              | Speak2true                   |
| 2019                                              | "Come Again" (Bernard Jabs featuring Iann Dior)                        | —                        | —                        | —                        | —                        | —                        | —                        | —                        | —                        |                                                              | Singel (inget album)         |
| 2019                                              | "Come Again (Vince Remix) (Vince featuring Iann Dior and Bernard Jabs) | —                        | —                        | —                        | —                        | —                        | —                        | —                        | —                        |                                                              | Singel (inget album)         |
| 2019                                              | "Love You" (Dr. Nyyy featuring Iann Dior)                              | —                        | —                        | —                        | —                        | —                        | —                        | —                        | —                        |                                                              | Singel (inget album)         |
| 2019                                              | "Again" (Clay Rod featuring Iann Dior)                                 | —                        | —                        | —                        | —                        | —                        | —                        | —                        | —                        |                                                              | Singel (inget album)         |
| 2019                                              | "Love You" (Jayy Dolla featuring Iann Dior)                            | —                        | —                        | —                        | —                        | —                        | —                        | —                        | —                        |                                                              | Singel (inget album)         |
| 2020                                              | "I Can't Sleep" (PoorStacy featuring Iann Dior)                        | —                        | —                        | —                        | —                        | —                        | —                        | —                        | —                        |                                                              | The Breakfast Club           |
| 2020                                              | "Frozen" (Pradababy featuring Nick Mira and Iann Dior)                 | —                        | —                        | —                        | —                        | —                        | —                        | —                        | —                        |                                                              | Singel (inget album)         |
| 2020                                              | "Anxiety" (SMM ROD featuring Iann Dior)                                | —                        | —                        | —                        | —                        | —                        | —                        | —                        | —                        |                                                              | Singel (inget album)         |
| 2020                                              | "Space Coupe" (801 featuring Iann Dior)                                | —                        | —                        | —                        | —                        | —                        | —                        | —                        | —                        |                                                              | Singel (inget album)         |
| 2020                                              | "Kick'n It" (Blewcheck featuring Dc da don and Iann Dior)              | —                        | —                        | —                        | —                        | —                        | —                        | —                        | —                        |                                                              | Singel (inget album)         |
| 2020                                              | "Danger" (Savvyboi featuring Iann Dior)                                | —                        | —                        | —                        | —                        | —                        | —                        | —                        | —                        |                                                              | Singel (inget album)         |
| 2020                                              | "No Love" (Trxps featuring Iann Dior)                                  | —                        | —                        | —                        | —                        | —                        | —                        | —                        | —                        |                                                              | Singel (inget album)         |
| 2020                                              | "Too Much" (Zoahh featuring Iann Dior)                                 | —                        | —                        | —                        | —                        | —                        | —                        | —                        | —                        |                                                              | Graduation                   |
| 2020                                              | "Trapstar" (Trxps featuring Iann Dior)                                 | —                        | —                        | —                        | —                        | —                        | —                        | —                        | —                        |                                                              | Singel (inget album)         |
| 2020                                              | "Fell for Feelings" (Killmemor featuring Iann Dior)                    | —                        | —                        | —                        | —                        | —                        | —                        | —                        | —                        |                                                              | Singel (inget album)         |
| 2020                                              | "Tied Up" (Pradababy featuring Iann Dior)                              | —                        | —                        | —                        | —                        | —                        | —                        | —                        | —                        |                                                              | Singel (inget album)         |
| 2020                                              | "Leave Me Alone" (Naxis featuring Iann Dior)                           | —                        | —                        | —                        | —                        | —                        | —                        | —                        | —                        |                                                              | Singel (inget album)         |
| 2020                                              | "Mood" (24kGoldn featuring Iann Dior)                                  | 1                        | 1                        | 1                        | 1                        | 1                        | 1                        | 1                        | 1                        | RIAA: 2× Platinum ARIA: 2× Platinum BPI: Gold RMNZ: Platinum | El Dorado                    |
| 2020                                              | "I Love you" (Wesley Day featuring Kish, Iann Dior, and Josh Taylor)   | —                        | —                        | —                        | —                        | —                        | —                        | —                        | —                        |                                                              | Singel (inget album)         |
| 2020                                              | "Ego" (Carlie Hanson featuring Iann Dior)                              | —                        | —                        | —                        | —                        | —                        | —                        | —                        | —                        |                                                              | DestroyDestroyDestroyDestroy |
| 2020                                              | "Tonight" (Jxdn featuring Iann Dior)                                   | —                        | —                        | —                        | —                        | —                        | —                        | —                        | 29                       |                                                              | Singel (inget album)         |
| "—" betyder att låten inte hamnade på topplistan. |                                                                        |                          |                          |                          |                          |                          |                          |                          |                          |                                                              |                              |